# Draga, Loški Potok
Draga je naselje v Občini Loški Potok. Leži v podolju pod Goteniško planoto ob cesti Loški Potok-Čabar (Hrvaška).

## Zgodovina
Do leta 1941 je bila Draga v Savski banovini. Po italijanski okupaciji je prešla v sestav Reške pokrajine. Konec novembra 1941 se je večina nemškega prebivalstva izselila v Posavje. Fašisti so 6. junija 1942 del vasi požgali in večino Slovencev izgnali v internacijo.